# Jacques Chambaz
Pour les articles homonymes, voir Chambaz.
Jacques Chambaz, né le 12 novembre 1923 à Étréchy et mort le 4 août 2004 à Paris,  est un intellectuel et un dirigeant du Parti communiste français. Il est député de Paris de 1967 à 1968, puis de 1973 à 1978.

## Biographie
Issu d'une famille de petits commerçants ruinés, Jacques Chambaz vit dans le dénuement et doit cumuler les petits métiers pour financer ses études. Dans sa jeunesse, il entre en relation avec la résistance chrétienne. Néanmoins, il ne participe pas à l'action contre l'occupant.
Engagé en politique à l'issue de la Seconde Guerre mondiale, il adhère aux jeunesses communistes, puis en 1945 au PCF. Il occupe encore divers emplois peu qualifiés tout en continuant ses études qui débouchent, en 1953, sur l'agrégation d'histoire.
Responsable communiste étudiant, il est cependant surveillé par la direction du parti, notamment du fait de son mariage avec la fille de Jacques Kayser, compagnon de route jugé trop indépendant. Il est ainsi obligé, en 1953, de rompre toute relation avec sa belle-famille.
Professeur au lycée d'Amiens, il est ensuite affecté à Compiègne, puis Villemomble et enfin Paris (lycée Buffon), ce qui facilite ses activités politiques au sein de la commission idéologique du parti, dirigée par François Billoux, puis à la section des intellectuels, placée sous la responsabilité d'Annie Besse-Kriegel, puis de Laurent Casanova.
Contributeur à La Nouvelle Critique, il entre au comité central en 1961, en devient membre titulaire trois ans plus tard, et abandonne alors l'enseignement pour un poste de permanent au sein de la section des intellectuels et de la culture, dirigée par Henri Krasucki jusqu'en 1967, puis par Roland Leroy.
Lors des événements de Mai 68, Jacques Chambaz, fait partie des vingt députés communistes qui déposent, avec 49 autres, une motion de censure le 14 mai à l’Assemblée nationale, laquelle condamne le régime gaulliste qui « dix ans après sa prise de pouvoir […] refusant tout dialogue véritable, contraint les étudiants, les enseignants, les paysans, les ouvriers, les jeunes sans emploi, à recourir à des manifestations de rue d’une exceptionnelle ampleur ».
Élu député de Paris en 1967, battu par la vague gaulliste l'année suivante, il retrouve son siège en 1973.
Entré au bureau politique du parti en 1974, il prend alors la direction de cette section.
Battu aux élections législatives de 1978, affecté par la rupture de l'union de la gauche et les premiers échecs électoraux notables du parti, il quitte le bureau politique pour se consacrer à l'animation de l'Institut de recherches marxistes, puis participe à la création d'Espaces Marx.
Il est mort le 4 août 2004 à Paris et est enterré au cimetière de Montmartre.

### Famille
Il est le père de l'écrivain Bernard Chambaz, lui aussi agrégé d'histoire, et qui fit de son père un portrait dans son récit autobiographique Kinopanorama, ainsi que de Jean Chambaz, médecin, directeur de recherche, et président de l'université Pierre-et-Marie-Curie, et d'Hélène Gispert, historienne des mathématiques et de l'enseignement, professeure à l'université Paris-Sud.

## Mandats électifs
- Député de la 10e circonscription de Paris de 1967 à 1968 puis de 1973 à 1978[4]

## Publications
- Le Front populaire pour le pain, la liberté et la paix[5], avec Quelques aspects du fascisme en France le 6 février 1934 de Claude Willard, préface de Jacques Duclos, Paris, Éditions sociales, 1961
- Le Front populaire, juin 1936[6] (avec Roger Quilliot), avec Le Maître d'école de Pierre Gamarra (illustrations de Léon Gambier), préface de Jean Cassou, Saint-Cloud, éditions du Burin, 1972
- Réalités et stratégie : le PCF, une démarche nouvelle, Paris, Messidor-Éditions sociales, 1990  (ISBN 2-209-06385-X)
- La Patience de l'utopie: la civilisation en question, Paris, Messidor-Éditions sociales, 1992  (ISBN 2-209-06651-4)